# Kunigund Feldges-Oeri
Kunigund Feldges-Oeri (* 9. Januar 1911 in Basel; † 1. Januar 1997 in Solothurn) war eine Schweizer evangelisch-reformierte Theologin, Pfarrfrau und Frauenrechtlerin.

## Werdegang
Die Tochter von Albert Oeri und Hanna Preiswerk besuchte das Mädchengymnasium Basel, studierte Theologie in Basel, Zürich und Marburg, legte 1936 als erste Schweizerin das Staatsexamen der theologischen Fakultät Basel ab und heiratete Pfarrer Fritz Feldges, der 1933 wegen der Machtübernahme der Nazis Berlin verlassen hatte. Mit ihm hatte sie sechs Kinder, Mathias Feldges (1937–2022) war einer der vier Söhne.
Ab 1936 Pfarrfrau in Oberbipp, engagierte sich Feldges in der bernischen Landfrauenbewegung, war für die politische Frauenbildung tätig und arbeitete 1958 bei der Saffa mit. Ab 1957 war sie im Vorstand und von 1971 bis 1974 Präsidentin des Evangelischen Frauenbundes der Schweiz. 1962 war sie Mitbegründerin der Schweizer Landessektion der Europäischen Frauenunion (EFU), von 1975 bis 1988 war sie deren Vizepräsidentin. Feldges redigierte von 1961 bis 1969 das Bulletin der EFU, von 1978 bis 1986 war sie Präsidentin der EFU-Flüchtlingskommission. Ihr Nachlass befindet sich in der Gosteli-Stiftung.